# András Hóry
András Hóry (oft auch András Hory, er schrieb sich mit einem kurzen o; geboren 5. Januar 1883 in Kolozsvár, Österreich-Ungarn; gestorben 2. April 1971 in Wien) war ein ungarischer Diplomat im Horthy-Regime und politischer Autor.

## Leben
András Hory studierte Jura in Kolozsvár und Paris. Er promovierte zum Doctor Iuris Sub Auspiciis Regis. 1918 wurde er kurzzeitig ungarischer Botschaftssekretär in Bukarest. Er war von 1923 bis 1927 ungarischer Gesandter im Königreich der Serben, Kroaten und Slowenen. Von 1927 bis 1933 war er Gesandter in Rom im Königreich Italien und von 1934 bis 1935 stellvertretender Außenminister. Von 1935 bis zum Kriegsausbruch 1939 war er Gesandter in Warschau. Bei den rumänisch-ungarischen Verhandlungen zwischen dem 16. und 24. August 1940 in Turnu-Severin war er ungarischer Verhandlungsführer, sein Gegenpart war Valeriu Pop. Der Konflikt zwischen Ungarn und Rumänien wurde diplomatisch mit dem Zweiten Wiener Schiedsspruch beendet.

## Schriften (Auswahl)
- Románia termelési viszonyai. Kolozsvár, 1913[4]
- Romániai jegyzetek. Budapest, 1914
- A diplomáciai szolgálat. Wien : Hory, 1965
- A kulisszák mögött. A második világháború előzményei, ami és ahogyan a valóságban történt. Wien, 1965
- Behind the scenes of World War II. Übersetzung Emma Eroes. Astor Park, Florida : Danubian Press, 1968
- A turnu-severini magyar–román tárgyalások története. München, 1967
- Pál Pritz (Hrsg.): Bukaresttől Varsóig. Budapest, Gondolat, 1987. [Erinnerungen]